# Зайцев, Иван Яковлевич
Иван Яковлевич Зайцев (24 ноября 1860, деревня Новое Булаево, Казанская губерния, Российская империя — 19 сентября 1948, деревня Полевой Сундырь, Чувашская АССР, СССР) — русский и советский педагог и краевед. Герой Труда (1924).

## Биография
Родился 24 ноября 1860 года в деревне Новое Булаево Тетюшского уезда (ныне Яльчикского района Чувашии) в семье батрака.
Учился в чувашской школе в Симбирске в 1873—1875 годах. С 1875 по 1882 годы находился на разных работах в родной деревне, затем в Симбирске, Буинске, Нижнем Новгороде. В 1882 году сдал экзамен на звание учителя и преподавал в школах Чебоксарского и Тетюшского уездов Казанской губернии. C 1899 года почти сорок лет И. Я. Зайцев работал учителем в деревне Полевой Сундырь Тетюшского уезда.
Одновременно с 1880-х годов он занимался краеведением — собирал фольклорно-этнографические материалы, обследовал и записывал местные объекты древности. В 1895 году в селе Большая Таяба Зайцев открыл первую в Тетюшском уезде метеорологическую станцию, данные с которой передавались в Казанскую обсерваторию и Главную географическую обсерваторию в Санкт-Петербурге, наградившую его за это в 1913 году медалью. В 1897 году за участие во Всероссийской переписи населения, он был награждён бронзовой медалью; а в 1902 году за труды по статистике — серебряной медалью.
Иван Яковлевич Зайцев был членом-корреспондентом Общества археологии, истории и этнографии при Казанском университете с 1884 года. Встречался и переписывался с Н. К. Крупской.
Умер 19 сентября 1948 года в деревне Полевой Сундырь Комсомольского района Чувашской АССР.

## Награды
- Герой Труда (1924).